# Karl Grosse (Ingenieur)
Karl Grosse (* 22. Mai 1873 in Karlsruhe; † 17. Dezember 1963 in Wissen/Sieg) war ein deutscher Maschinenbauingenieur und Generaldirektor der van der Zypen & Wissener Eisenhütte AG Köln-Deutz sowie Vorstandsvorsitzender und Aufsichtsratsvorsitzender der Hüttenwerke Siegerland AG, Siegen.

## Leben und Wirken
Nach seinem Abitur studierte der Sohn eines Kaufmannes Maschinenbau an der Technischen Hochschule Karlsruhe und der Technischen Hochschule Berlin. In Karlsruhe wurde er Mitglied des Corps Bavaria. Nach seiner Diplomprüfung trat er zunächst eine Stelle bei der Firma Schuckert & Co. in Nürnberg an, wechselte aber alsbald als Assistent zum Georgs-Marien-Bergwerks- und Hüttenverein in Osnabrück. Einige Jahre später wurde er dort zum Oberingenieur befördert und im Jahre 1903 zum stellvertretenden Bezirksdirektor ernannt.
Der für seinen weiteren Werdegang entscheidende Wechsel fand schließlich 1905 statt, als ihn die Vereinigten Stahlwerke van der Zypen & Wissener Eisenhütte AG mit Sitz in Köln-Deutz und Zweigstelle Wissen zu ihrem technischen Vorstandsmitglied berief. Grosses Hauptinteresse bezog sich von Anfang an auf die Vereinigten Stahlwerke in Wissen, für die er erheblichen Modernisierungs- und Erweiterungsbedarf erkannte. Um sich diesbezüglich fachlich auf den neuesten Wissenstand zu bringen, unternahm er vor 1910 eine Studienreise nach England, das zu jener Zeit im Weißblechgeschäft führend war. Nach seiner Rückkehr bewirkte er den Bau eines Weißblechwerkes im Ortsteil Wissen-Frankenthal, welches 1912 in Betrieb genommen werden konnte und dessen Erzeugnisse ab 1914 exklusiv durch den Otto-Wolff-Konzern vertrieben wurden und welcher ab 1924 auch die Aktienmehrheit an den Vereinigten Stahlwerken van der Zypen & Wissener Eisenhütte AG erwarb. In den Folgejahren entwickelte Grosse, der bereits ab 1917 zum Generaldirektor ernannt worden war, das Unternehmen bis 1937 zum modernsten Weißblechwerk Europas mit fast 3000 Beschäftigten. 
Mit Gründung der Vereinigten Stahlwerken (VSt) im Jahr 1926 wurde sein Unternehmen dem VSt angegliedert und Grosse erhielt daraufhin einen Sitz im Gesamtvorstand dieses Montankonzerns. Im Rahmen einer Neugliederung dessen Betriebsstätten wurde mit Beschluss vom 6. Dezember 1933 das Hochofenwerk und das Weißblechwerk in Wissen mit den Werken der Charlottenhütte AG in Niederschelden, den Weißblechwerken Hüsten und Nachrodt, dem Eichener Walzwerk Kreuztal, dem Walzwerk Meggen (Lennestadt), den Werken Attendorn und Weidenau (Siegen) sowie der Verzinkerei Aschaffenburg der Thyssenwerke zu den Hüttenwerken Siegerland AG. Siegen zusammengeschlossen. Grosse übernahm nun den Vorsitz im Vorstand dieser neugegründeten selbstständigen Betriebsgesellschaft bis zu deren Liquidation nach dem Zweiten Weltkrieg. Erst mit Wirkung vom 1. März 1952 wurde diese Einheitsgesellschaft unter dem alten Namen mit dem Verwaltungssitz in Siegen wieder neu gegründet, welcher als Tochtergesellschaft nun unter anderem auch die Friedrichshütte AG, Herdorf angehörte. In diesen wichtigen Anfangsjahren der Neugründung und des Neuaufbaus wurde Grosse bis 1960 zum Vorsitzenden des Aufsichtsrates berufen. Später im Jahre 1994 wurden die Hüttenwerke Siegerland AG schließlich der Hoesch Stahl AG eingegliedert.
Grosse zählte im Jahr 1902 zu den Mitbegründern des „Verbandes Deutscher Feinblechwalzwerke“ in Köln, den er ab 1930 bis zu dessen Auflösung 1942 auch als Vorsitzender leitete. Ebenso war er an der Gründung des Internationalen Weißblechverbandes im Jahr 1934 maßgeblich mitbeteiligt, der jedoch nach Kriegsausbruch 1939 wieder aufgelöst wurde. Darüber hinaus war er Vorstandsmitglied in der Vereinigung Deutscher Eisenhüttenleute, dem heutigen Stahlinstitut VDEh.

## Ehrungen
Am 24. Oktober 1920 wurde Grosse „…in Anerkennung seiner Verdienste um die Entwicklung und Förderung der heimischen Weißblechindustrie“ zum Dr. Ing. E.h sowie am 2. November 1956 „…in Anerkennung seiner außergewöhnlichen Verdienste um die Förderung der Forschung auf dem gesamten Gebiete der Naturwissenschaften und ihrer Anwendung auf die Technik an der Rheinisch-Westfälischen Technischen Hochschule Aachen“ zum Dr. rer. nat. E. h. der RWTH Aachen ernannt.
Darüber hinaus wurde ihm am 20. Juni 1929 den Titel eines Ehrenbürgers der RWTH Aachen sowie am 13. Mai 1948 „…dem tatkräftigen Förderer der Aachener Hochschule in Anerkennung seiner hohen Verdienste während seiner langjährigen Tätigkeit als Vorsitzender der Gesellschaft von Freunden der Aachener Hochschule, sowie in Würdigung seines langjährigen, von Opferbereitschaft getragenen Wirkens für Wohl und Gedeihen der Hochschule“ den Titel eines Ehrensenators der RWTH Aachen verliehen.
1953 wurde er mit dem Großen Verdienstkreuz und 1955 mit dem dazugehörigen Stern der Bundesrepublik Deutschland ausgezeichnet.

## Werke (Auswahl)
- Die Geschichte des Weißblechwerkes in Wissen/Sieg 1910–1945, Duisburg, 1945